# خاکدانه
خاکدانه، روستایی از توابع بخش پادنا شهرستان سمیرم در استان اصفهان ایران است.

## جمعیت
این روستا در دهستان پادنا وسطی قرار دارد و بر اساس سرشماری مرکز آمار ایران در سال ۱۳۸۵، جمعیت آن ۸۴ نفر (۲۹ خانوار) بوده‌است.